# Sokojärvi
Sokojärvi är en sjö i Finland. Den ligger i kommunen Lieksa i landskapet Norra Karelen, i den östra delen av landet, 400 km nordost om huvudstaden Helsingfors. Sokojärvi ligger 131,5 meter över havet. I omgivningarna runt Sokojärvi växer i huvudsak barrskog. Den är 36,6 meter djup. Arean är 1,73 kvadratkilometer och strandlinjen är 9,27 kilometer lång. Sjön  ingår i Vuoksens huvudavrinningsområde. 